# Боштет
Боштет (њем. Boostedt) општина је у њемачкој савезној држави Шлезвиг-Холштајн. Једно је од 95 општинских средишта округа Зегеберг. Према процјени из 2010. у општини је живјело 4.627 становника. Посједује регионалну шифру (AGS) 1060011.

## Географски и демографски подаци
Боштет се налази у савезној држави Шлезвиг-Холштајн у округу Зегеберг. Општина се налази на надморској висини од 47 метара. Површина општине износи 27,1 km². У самом мјесту је, према процјени из 2010. године, живјело 4.627 становника. Просјечна густина становништва износи 171 становника/km².